# Nicolaaskathedraal (Valoejki)
De Kathedraal van de Heilige Nicolaas (Russisch: Свято-Николаевский собор) is een Russisch-orthodoxe kathedraal in de Russische stad Valoejki. De kathedraal is onlangs volledig gerestaureerd.

## Geschiedenis
De Nicolaaskathedraal werd in de jaren 1906-1913 gebouwd in het kader van de viering van het 300-jarige jubileum van de Romanov-dynastie. Het werd de belangrijkste kerk van het Hemelvaartklooster. De inwijding van het neo-byzantijnse kerkgebouw vond plaats op 1 september 1913 en werd een religieuze manifestatie waarbij tienduizenden gelovigen samenkwamen. Na de revolutie werd het kloosterleven afgeschaft en werd in de gebouwen een heropvoedingskamp voor kinderen gevestigd. De kathedraal werd omgezet in een gieterij. Nadien bleef een half verwoest gebouw staan.

## Herbouw
De kathedraal was in een zodanige staat, dat nieuwbouw van de kathedraal wellicht een goedkopere oplossing was geweest. In 2002 werden de kelders schoongemaakt en de staat van de fundering onderzocht. De muren waren zwaar vervallen, de koepels ingestort en de fresco's waren nauwelijks nog zichtbaar. Toch werd gekozen voor herstel en vanaf 2007 werd begonnen met de restauratie. Meer dan 10.000 gelovigen verzamelden zich in de zomer van 2011 bij de wijding van de gerestaureerde kathedraal door de aartsbisschop van Belgorod.